# Аграризъм
Аграризмът е политическа идеология, която смята селското общество, в основата на което е самостоятелния селски стопанин, за превъзхождащо градското.
През втората половина на XIX век в различни европейски страни са основани аграристки партии, като в междувоенния период значително влияние получават Българския земеделски народен съюз в България и Републиканската партия на земеделците и селяните в Чехословакия. В наши дни влиятелни аграристки партии, донякъде модернизирани и възприели някои принципи на либерализма, продължават да съществуват в Скандинавия и Прибалтика.

## Основни възгледи
Аграризмът в различните страни има значителни особености, но повечето земеделски движения споделят някои общи принципи:
- Приоритизиране на селското стопанство за сметка на промишлеността, особено тежката
- Подкрепа на дребната поземлена собственост („трудова собственост“, която може да се обработва от семейството без наемен труд), включително с възмездно отчуждаване на едрите поземлени владения с цел оземляване на безимотни селяни
- Критично отношение към капитализма и концентрацията на собственост в частни ръце
- Приемане на кооперациите като основно средство за преодоляване на неефективността на дребните земеделски стопанства
- Подкрепа за всеобщото избирателно право, а често и на пряката демокрация
- Пацифизъм във външната политика

Аграризмът се представя за модернизационно движение, целящо стопанското и битово обновление на селата и повишаването на жизнения стандарт и културните условия в тях. В същото време той се стреми към запазване на традиционната им социална структура.}}
В най-крайната си форма, поддържана от отделни идеолози, като Михаил Геновски, Драголюб Йованович или Михай Раля, аграризмът предвижда създаването на „трудова държава“, базирана на кооперациите, с национализация на едрите предприятия и планова икономика.

## История
Аграризмът в Централна и Югоизточна Европа се формира в края на XIX век под силното влияние на руското народничество. За разлика от него обаче той като цяло отхвърля социализма, застъпвайки се за дребната частна собственост като фундамент на обществото, и се придържа към реформистки и легалистки методи за постигане на целите си, вероятно заради развитието си при либерални режими.